# Hanguana malayana
Hanguana malayana es una especie de planta perteneciente a la familia Hanguanaceae. Es originaria del sur y sudeste de Asia.

## Descripción
Es una liliopsida bastante primitiva que, junto con otras dos especies del mismo género, forma su propia familia, las Hanguanaceae. De acuerdo con las nuevas pruebas de ADN, ha sido clasificada en la orden de las Commelinales. Durante mucho tiempo, no estuvo clara la relación más cercana exacta de esta planta, ya que comparte numerosas características morfológicas con la orden de los jengibres, las Zingiberales. 
Es una planta de tierras húmedas tropicales, desde Sri Lanka hasta las Islas Carolinas pasando por Malasia, donde crece en pantanos o en aguas poco profundas. Forma una roseta pequeña y vertical de hojas amplias y rígidas. La inflorescencia es una panícula grande que se mantiene por encima de las hojas. En cultivo, su entorno ideal son los trópicos y crecerá en cualquier lugar húmedo del jardín.

## Taxonomía
Hanguana malayana fue descrita por (Jack) Merr. y publicado en Philippine Journal of Science 10: 3. 1915.
Sinonimia
- Veratrum malayanum Jack, Malayan Misc. 1(5; 2): 25 (1820). basónimo
- Veratronia malayana (Jack) Miq., Fl. Ned. Ind. 3: 553 (1859).
- Susum malayanum (Jack) Planch. ex Hook.f., Fl. Brit. India 6: 391 (1892).
- Hanguana kassintu Blume, Enum. Pl. Javae: 15 (1827).
- Susum anthelminthicum Blume in J.J.Roemer & J.A.Schultes, Syst. Veg. 7: 1493 (1830).
- Susum minus Miq., Fl. Ned. Ind., Eerste Bijv.: 598 (1861).
- Susum kassintu (Blume) Kurz, Flora 56: 224 (1873).
- Susum malayanum f. aquatica Backer, Handb. Fl. Java 3: 3 (1924).
- Hanguana aquatica Kaneh., Trans. Nat. Hist. Soc. Taiwan 25: 8 (1935).
- Hanguana anthelminthica (Blume) Masam., Enum. Phan. Born.: 81 (1942).[2]